# 祝丰镇
祝丰镇是中华人民共和国湖南省常德市西洞庭管理区下辖的一个镇。

## 行政区划
祝丰镇下辖以下村级行政区划单位：
转运站社区、仁义村、龙天村、彭家洲村、南湖村、金凤山村、王家湖村、港口村、罗家湖村、东湖村、唐林村、民安村、文书村、大桥村、紫湾村、涂家湖村和毡帽湖村。